# Verbe ergatif
 (mars 2013).
Si vous disposez d'ouvrages ou d'articles de référence ou si vous connaissez des sites web de qualité traitant du thème abordé ici, merci de compléter l'article en donnant les références utiles à sa vérifiabilité et en les liant à la section « Notes et références ».
En linguistique, un verbe ergatif (ou labile ou  réversible ) est un verbe qui peut être transitif ou intransitif, opérant un changement de diathèse, analogue aux constructions passives ou  pronominales à sens passif 

## En français
En français, beaucoup de verbes peuvent être utilisés de manière intransitive sans que cela change le rôle du sujet : par exemple, la seule différence entre « il mange de la soupe » et « Il mange », c’est que l'on ne précise pas ce qui est mangé dans le deuxième cas. Avec les verbes ergatifs, en revanche, le rôle du sujet change. Dans « il brûle du bois » et « le bois brûle », c’est toujours le bois qui est brûlé, bien qu’il soit objet direct dans la première phrase et sujet dans la deuxième.
Le français possède un certain nombre de verbes ergatifs, par exemple: tourner, fondre, frire, crever, casser, bouger, guérir, cuire, brûler, changer, ouvrir et fermer, baisser et augmenter.
Dans certains cas, pour obtenir le sens intransitif, on peut utiliser le verbe de manière transitive avec un pronom réfléchi, selon la situation:
- J’ouvre la porte (transitif).
- La porte s’ouvre (réfléchi).
- Le parc ouvre (intransitif).

Avec d’autres verbes, pour obtenir le sens transitif, on peut utiliser une tournure causative :
- Les pâtes cuisent.
- Je cuis des pâtes.
- Je fais cuire des pâtes.

## En anglais
L’anglais aussi possède des verbes ergatifs qui fonctionnent de la même manière qu’en français.
- He turns his head. Il tourne la tête.
- His head turns. Sa tête tourne.

Cependant, certains verbes qui sont ergatifs en anglais ne le sont pas en français : c’est le cas de walk (« marcher/promener »), fly (« voler/faire voler »), form (« former/se former »), entre autres.